# Palma Sola (ort i Argentina)
Palma Sola är en ort i Argentina.   Den ligger i provinsen Jujuy, i den norra delen av landet, 1 300 km norr om huvudstaden Buenos Aires. Palma Sola ligger 664 meter över havet och antalet invånare är 5 318.
Terrängen runt Palma Sola är kuperad åt sydost, men åt nordväst är den platt. Runt Palma Sola är det mycket glesbefolkat, med 4 invånare per kvadratkilometer.. Det finns inga andra samhällen i närheten. 
I omgivningarna runt Palma Sola växer i huvudsak lövfällande lövskog.